# Prydzův záliv
Prydzův záliv je přes 150 kilometrů hluboký záliv Jižního oceánu v Antarktidě. Leží na pobřeží východní Antarktidy mezi pobřežím Larse Christensena a pobřežím Ingrid Christensenové. Pobřeží zálivu tvoří Ameryho šelfový ledovec, ke kterému se na jihozápadě připojuje Lambertův ledovec.

## Dějiny
Zálivu si poprvé všimli v únoru 1931 norští velrybáři a Britsko-australská novozélandská antarktická výzkumná expedice. V únoru 1935 záliv prozkoumal norský velrybář Klarius Mikkelsen a na přelomu let 1936/1937 expedice Larse Christensena, která zde prováděla i letecké snímkování. Pojmenován byl po Olafu Prydzovi, řediteli velrybářské pojišťovny v Sandefjordu v Norsku.

## Polární stanice
Na jihovýchodním pobřeží Prydzova zálivu v zemi princezny Alžběty sídlí několik polárních stanic:
- čínská stanice Čung-šan
- indická stanice Bháratí
- rumunská stanice Law-Racoviță
- ruská stanice Progress